# Ludi Apollinares
Los ludi Apollinares ("Juegos Apolíneos") se instituyeron en Roma durante la segunda guerra púnica.

## Origen
El año 213 a. C., las operaciones contra los cartagineses se estaban prolongando de un modo desesperante: Aníbal seguía con perspectivas de apoderarse de Tarento, y el pueblo se esforzaba por conseguir la pax deorum con toda clase de ritos, no sólo en privado, sino en público y en el mismísimo foro. El escándalo es de tal magnitud que trasciende al Senado.
Se le encargó al pretor urbano, Marco Emilio, que tomara las medidas necesarias para dominar la situación. Éste promulgó un edicto en el que, juntamente con la prohibición de hacer sacrificios en lugar público o sagrado, con ritos nuevos o extranjeros, se ordenaba la entrega inmediata de todos los libros de profecías y de las artes sacrificandi.
Pero el pretor urbano leyó escrupulosamente todo el material que había caído en sus manos, y entregó a su sucesor en el cargo el año siguiente, Publio Cornelio Colusa, los carmina Marciana, que habían aparecido entre los libros requisados, para un análisis más detenido. Los carmina Marciana eran dos oráculos, uno ex eventu que anunciaba la derrota ya sufrida de Cannas, y otro que exhortaba a los romanos a celebrar unos juegos en honor de Apolo y un sacrificio público como condicio sine qua non para vencer en la guerra a los cartagineses. El impacto que causó el primer oráculo va ligado al grado de desesperación en que se encontraban los ciudadanos romanos a causa del desgaste provocado por la guerra, por lo que los ludi Apollinares fueron instituidos consecuentemente en 212 a. C.